# روبرت كورنيليوس
روبرت كورنيليوس (بالإنجليزية: Robert Cornelius)‏ هو صناعي ومصور أمريكي، ولد في 1 مارس 1809 في فيلادلفيا في الولايات المتحدة، وتوفي بنفس المكان في 10 أغسطس 1893.